# Parc Nacional de Congaree
El Parc Nacional de Congaree (Congaree National Park) preserva l'extensió més gran de boscos primaris de fusta dura que encara es troba a les terres baixes als Estats Units d'Amèrica. Situat a Carolina del Sud, el parc nacional va rebre aquesta designació el 2003 a la culminació d'una campanya grassroots que s'havia iniciat el 1969. Els arbres ufanosos que creixen en aquest bosc inundable són entre els més alts que es troben als EUA a l'est del riu Mississipi i formen un dels dossers forestals més alts al món. El riu Congaree passa a través del parc. El 70 % del parc (60,7 km²) es designa àrea salvatge.

## Història del parc
El 1969 el Sierra Club va posar en marxa una campanya per a salvar aquesta àrea de bosc primari des dels interessos privats atrets a la zona pel preu de la fusta relativament alt. El resultat d'aquesta campanya va ser la creació del Monument Nacional del Pantà Congaree el 18 d'octubre de 1976. Es va convertir en una Reserva de la Biosfera el 30 de juny de 1983. Més de dos terços del parc es van declarar àrea salvatge el 24 d'octubre de 1988. El monument es va convertir en una Àrea Important d'Aus (Important Bird Area) el 26 de juliol de 2001. Arran d'un augment dels seus límits autoritzats, es va convertir en un parc nacional el 10 de novembre de 2003.

## Serveis i activitats
El Parc Nacional de Congaree compta amb càmpings primitius i ofereix oportunitats de practicar el senderisme, el piragüisme, el caiaquisme i l'ocelleig. El xiprer calb o xiprer de patans és un arbre comú al parc. Els grans animals vists al parc inclouen els linxs vermells, els cérvols, els senglars, els dingos nord-americans, els coiots i els gall dindis. Les seves aigües contenen animals com als amfibis, les tortugues, les serps, els al·ligàtors i molts tipus de peixos, incloent el bowfin (el peix arc o Amia calva), la perca americana, el peix gat i el lluç de riu. Esta dins de l'ecoregió Boscos costaners de l'Atlántic mitjà. i es reserva de la biosfera per la UNESCO.
L'acampada i l'excursionisme són disponibles a Congaree. Les rutes de senderisme inclouen el Bluff Trail (0,7 mi/1,1 km), el Weston Lake Loop Trail (4,6 mi/7,4 km), l'Oakridge Trail (7,5 mi/12,1 km) i el King Snake Trail (11,1mi/17,9 km) on els excursionistes poden veure les pistes dels cérvols, ossos rentadors, opòssums i linxos. Els guarda parcs (park rangers) del Servei de Parcs Nacionals poden proveir les condicions actuals dels senders al Centre de Visitants Harry Hampton localitzat al poble de Hopkins (Carolina del Sud).
Congaree també compta amb una ruta de piragüisme retolada que segueix el Cedar Creek (rierol Cedar) per una distància de 20 milles (32 km). Molts visitants al parc van a peu al llarg del passeig marítim, una passarel·la elevada que passa a través d'un medi ambient pantanós per 2,4 milles (3,9 km). Protegeix els fongs delicats i la vida vegetal que es troben a nivell del sòl. S'ofereixen viatges en canoa pel pantà de franc tots els dissabtes i diumenges. El Centre de Visitants presenta exposicions sobre la història natural del parc i els esforços per a protegir el pantà.

## Roots in the River
El 2008, South Carolina Educational Television (Televisió Educativa de Carolina del Sud o SCETV) va començar a rodar un documental sobre la història del Parc Nacional de Congaree titulat Roots in the River: The Story of Congaree National Park. El documental presenta entrevistes amb persones involucrades en el moviment que va conduir a la creació del Monument Nacional del Pantà Congaree. Mostra el paper que el parc ha tingut a la comunitat al volant del parc, sobretot al comtat de Richland (Carolina del Sud). El programa va sortir a l'aire a la xarxa SCETV el setembre de 2009.